# Ponts de Mayenne
Les ponts de Mayenne sont des ouvrages de franchissement de la Mayenne situés sur la commune de Mayenne, mis en place dès le XIIe siècle, pour faciliter les échanges dans cette ville coupée en deux par la rivière.

## Le vieux pont
Aux alentours de 1100, un premier pont, en dos d'âne et arche en ogives, équipé d'un tablier de madriers couvert de planches est mis en place sur la rivière. Ce pont, détruit aujourd'hui, traversait la Mayenne au niveau de l'actuelle rue Jeanne-d'Arc sur la rive ouest, et de la rue Perrin à l'est, une trentaine de mètres en aval de l'actuel pont Notre-Dame.

## Pont Mac-Racken

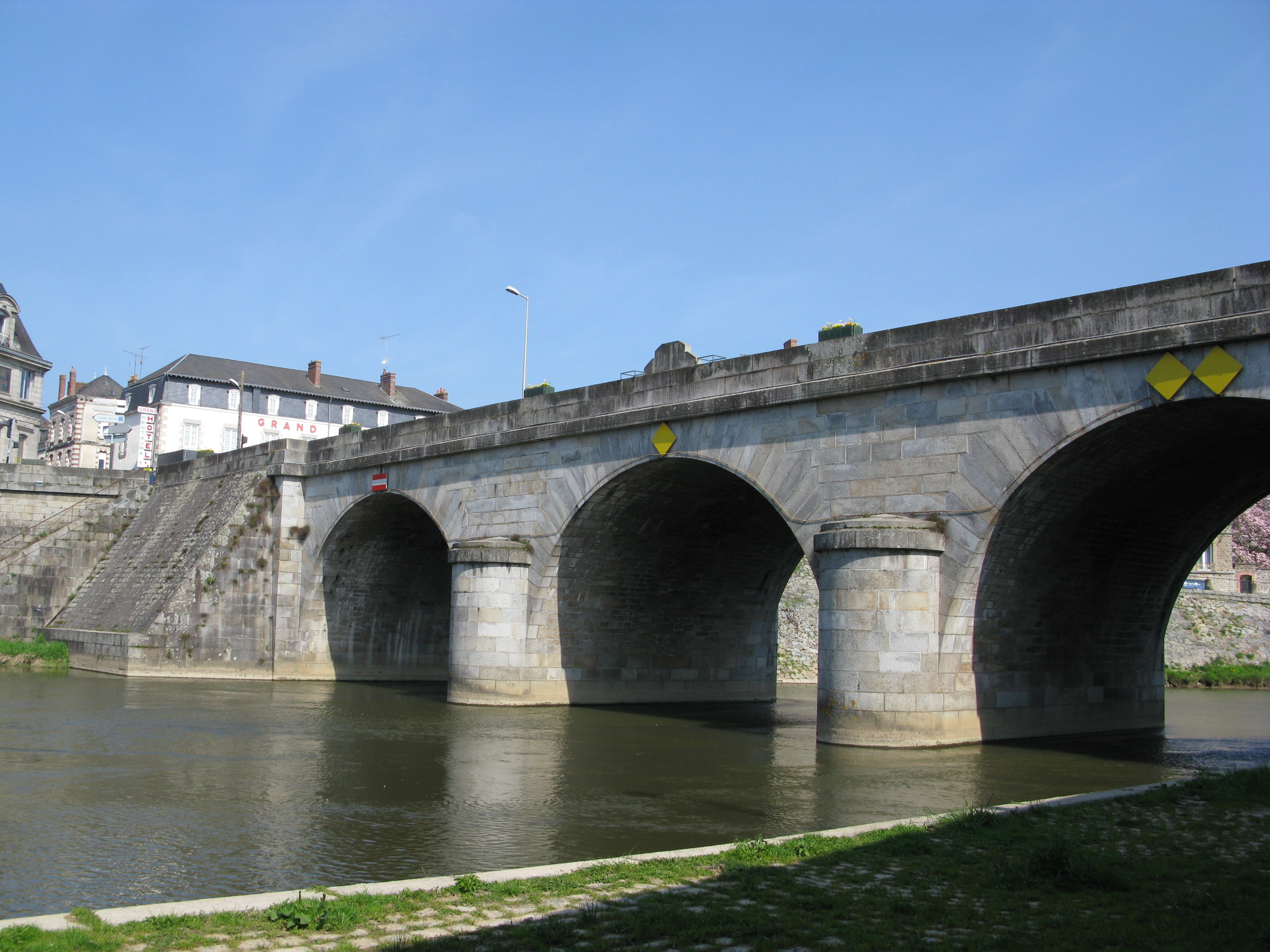
Le pont Mac-Racken en 2010

La construction du pont Mac-Racken a débuté le 15 mai 1824. À l'origine pont Ambroise-de-Loré, l'ouvrage prendra successivement les noms de Pont d'Orléans, Petit Pont, Pont de la caisse d'Épargne puis pont Mac-Racken.
La dénomination actuelle du pont est un hommage au sergent James Mac-Racken qui, dans la nuit du 5 août 1944, a désamorcé les 125 kg et 15 caisses de dynamite que les Allemands avaient placés sur le pont. Des trois ponts qui existaient à ce moment en ville, ce sera le seul qui subsistera après guerre. Le 5 août 1946, une stèle commémorative portant l'inscription « ICI POUR SAUVER CE PONT JAMES MAC RACKEN DU 315e BON, U.S.A. SE SACRIFIA LE 5 AOUT 1944 » est posée.

## Pont Notre-Dame
Le 15 juin 1861, le conseil municipal décide de la construction d'un nouveau pont, 30 mètres en amont du vieux pont. Le pont sera inauguré en 1867 sous le nom de « pont de l'Impératrice » avant de reprendre plus tard son nom de pont Notre-Dame. En 1944 l'ouvrage est partiellement détruit lors de la retraite allemande, il sera temporairement remplacé par une passerelle en bois destinée au passage des piétons avant d'être reconstruit à l'identique.

## Viaduc de la Mayenne
Dès 1893, plusieurs projets sont étudiés pour permettre le franchissement de la Mayenne par la ligne de chemin de Fer Landivy-Mayenne. En 1901 ce sera finalement le projet de la société Moisant-Laurent-Savey, qui sera retenu, pour la construction d'un viaduc à architecture métallique. Ce monument sera détruit lors des bombardements en 1944.
En 1968 débute le projet d'un nouveau viaduc, à destination de la circulation automobile cette fois.